# Lue (Colunga)
Lue (en asturiano y oficialmente, Llue) es una parroquia del concejo asturiano de Colunga. Ubicada en la ladera centro-occidental del concejo, tiene una extensión de 6,64 km² y una población de 162 habitantes (INE, 2014). Incluye únicamente dos núcleos de población: Lue y Castiello.